# Madeleine Wallgren
Sara Madeleine Amanda Wallgren, ogift Lindblom, född 10 oktober 1952 i Åkers Styckebruk, Åkers församling, Södermanlands län, är en svensk författare och teolog.

## Biografi
Madeleine Wallgren är dotter till f d kommundirektör Alf Leo Lindblom och hans hustru Margit Lindblom, född Malmström.
Madeleine Wallgren påbörjade efter gymnasiet i Helsingborg studier vid Lunds universitet 1971, där hon läste religionskunskap åtföljt av teologi. Influerad av Jesusrörelsen (Jesusfolket) hade Madeleine Wallgren en frälsningsupplevelse 1972 och upplevde samtidigt att hennes kallelse var att  förkunna Guds ord i alla kristna läger och därmed bygga broar mellan olika samfund. Hon fördjupade sig i Gamla och Nya Testamentets exegetik med språkstudier i hebreiska och grekiska.
Efter studierna i Lund vigdes hon i maj 1976 till präst i Svenska kyrkan av biskop Olle Nivenius och verkade där som kyrkoadjunkt och senare komminister. 1980 studerade Madeleine Wallgren på Svenska teologiska institutet i Jerusalem. 
Madeleine Wallgren gifte sig 1981 med sin make Peter Wallgren.
1983-1984 gick makarna Wallgren Livets Ords bibelskola i Uppsala, men anslöt sig aldrig till rörelsen. Madeleine Wallgren lämnade sin prästtjänst och startade tillsammans med sin make 1984 en ettårig internatbibelskola, Vingården, som efter två år ändrade inriktning till distansbibelskola och förlag. Hon har också under kortare perioder varit anställd som pastor i frikyrkliga församlingar. Under många år reste makarna på fria kallelser och undervisade i olika ämnen. Några gånger undervisade de i ämnet ”Christian Psychology” i Latvian Christian Academy i Riga, Lettland.
Madeleine Wallgren har gett ut ett trettiotal böcker, de flesta med hennes make som redaktör. Böckerna är av själavårdande och bibelförklarande karaktär, men spänner över flera olika ämnesområden. Hon har även gett ut ett par biografier. Delar av Madeleine Wallgrens undervisning har TV-inspelats.